# Ironton (Wisconsin)
Ironton és una població dels Estats Units a l'estat de Wisconsin. Segons el cens del 2000 tenia 250 habitants.

## Demografia
Segons el cens del 2000, Ironton tenia 250 habitants, 89 habitatges, i 66 famílies. La densitat de població era de 283,9 habitants per km².
Dels 89 habitatges en un 40,4% hi vivien nens de menys de 18 anys, en un 59,6% hi vivien parelles casades, en un 6,7% dones solteres, i en un 25,8% no eren unitats familiars. En el 18% dels habitatges hi vivien persones soles el 6,7% de les quals corresponia a persones de 65 anys o més que vivien soles. El nombre mitjà de persones vivint en cada habitatge era de 2,81 i el nombre mitjà de persones que vivien en cada família era de 3,21.
Per edats la població es repartia de la següent manera: un 32% tenia menys de 18 anys, un 6,8% entre 18 i 24, un 33,2% entre 25 i 44, un 16,4% de 45 a 60 i un 11,6% 65 anys o més.
L'edat mediana era de 32 anys. Per cada 100 dones de 18 o més anys hi havia 109,9 homes.
La renda mediana per habitatge era de 38.438 $ i la renda mediana per família de 41.250 $. Els homes tenien una renda mediana de 31.875 $ mentre que les dones 22.292 $. La renda per capita de la població era de 13.874 $. Aproximadament el 15,2% de les famílies i el 10,8% de la població estaven per davall del llindar de pobresa.

## Poblacions més properes
El següent diagrama mostra les poblacions més properes.